# Guimaras
Guimaras là một tỉnh đảo của Philippines nằm ở vùng Tây Visayas, đây là tỉnh nhỏ nhất trong vùng. Tỉnh lị là Jordan. Hòn đảo nằm trên vịnh Panay, giữa hai hòn đảo lớn là đảo Panay và đảo Negros. Phía tây bắc hòn đảo là tỉnh Iloilo và phía đông nam là tỉnh Negros Occidental. Ngoài ra tỉnh còn bao gồm cả hòn đảo Inampulugan. Guimaras là một đơn vị hành chính của Iloilo cho đến khi tách ra ngày 22/05/1992.

## Địa lý
Nằm ở phía tây nam của hòn đảo Panay lân cận, Guimaras về mặt tự nhiên là một vùng riêng biệt qua một eo biển hẹp, thời gian di chuyển là 15 phút từ Ortiz, Iloilo đến thủ phủ Jordan. Guimaras nôi tiếng với các bãi biển nước trong xanh, cát trắng và cuộc sống sinh vật dưới đáy đại dương.

## Nhân khẩu
Người dân Guimaras được gọi là người Guimarasnon và ngôn ngữ chính trên đảo là tiếng Hiligaynon, ngoài ra còn có tiếng Kinaray-a. Phần lớn dân chúng cũng có thể nói tiếng Tagalog và tiếng Anh.

## Kinh tế
Nề kinh tế tỉnh chủ yếu phụ thuộc vào nông nghiệp với các nông sản chủ yếu là dừa, xoài, rau, gia súc, gia cầm và thủy sản. 

## Hành chính
Tỉnh bao gồm 5 đơn vị hành chính:
- Buenavista
- Jordan
- Nueva Valencia
- San Lorenzo
- Sibunag